# Ilustre Colegio de Abogados de Valencia
El Ilustre Colegio de Abogados de Valencia (ICAV) es una corporación profesional de Derecho Público que agrupa a los abogados y abogadas, ya sean ejercientes o no, cuya principal actividad profesional se desarrolla en la provincia de Valencia. La colegiación es obligatoria. Entre sus funciones, según sus estatutos, destaca la representación y defensa de la profesión; la organización y gestión de los servicios de asistencia jurídica gratuita; la ordenación de la actividad profesional de los colegiados; y la adopción de las medidas tendentes a evitar el intrusismo profesional; así como la promoción de la imagen de la abogacía y la participación en los procesos y pruebas que establecen la acreditación de la aptitud profesional, entre otras. 
Fue fundado en el año 1759 por el jurista valenciano José Berní i Català, quien se propuso la ardua tarea de aglutinar a toda la abogacía de Valencia en un Colegio. En 1922 incorporó a la primera mujer colegiada en un Colegio de Abogados de España, María Ascensión Chirivella Marí, Actualmente tras cumplir 260 años de historia en 2019, es el tercer Colegio de Abogados más importante de España, referente a nivel nacional en sus diferentes ámbitos de actuación.  
Se organiza internamente a través de una Junta General, formada por todos los colegiados y colegiadas que lo componen, y la cual se celebra al menos dos veces al año. Asimismo, está regido por una Junta de Gobierno constituida por quince miembros, un decano/-a, un vicedecano/-a, un tesorero/-a, un secretario/-a y once diputados/-as, que son elegidos mediante votación directa y secreta de todos los colegiados, ejercientes y no ejercientes. La renovación de los cargos de la Junta Gobierno se verifica por mitad, cada cuatro años.Auxiliadora Borja, fue la primera mujer en ocupar el cargo de decana en 260 años de historia del ICAV. El Colegio también forma parte del Consejo General de la Abogacía Española que reúne a los Colegios de Abogados de toda España. Además de la sede principal, situada en la Plaza de Tetuán, 16 de Valencia, dispone de un total de 15 delegaciones distribuidas por la provincia:  Carlet, Catarroja, Gandía, Liria, Masamagrell, Moncada, Onteniente, Paterna, Picasent, Cuart de Poblet, Requena, Sagunto, Torrente, Játiva y su sede de la Ciudad de la Justicia de Valencia.
El Colegio de Abogados de Valencia ofrece multitud de servicios tanto a sus colegiados y colegiadas como a la ciudadanía, por ejemplo, a través de los servicios de asistencia letrada al detenido y el turno de oficio, sufragado por la Consejería de Justicia de la Generalidad Valenciana pero gestionado y organizado por la institución. 

## Historia
En 1748 José Berni Catalá ingresó en el Colegio de Abogados de Madrid y tras quedar impactado por las funciones y estatutos de esta entidad, se dio cuenta de que en Valencia la falta de un organismo de esta clase -que aglutinara a todos los abogados y abogadas de la provincia- facilitaba un arbitrio ejercicio de la profesión, pues no había más responsabilidad para el letrado que la que contraía por él mismo ante los tribunales y sin más protección que la que cada uno conseguía para sí, de modo privado. Así, José Berni comprendió que solo aglutinando a los abogados valencianos en el seno de un Colegio conseguiría conferirles el orgullo de su profesión, el criterio de responsabilidad, la fuerza de la unión y la posibilidad de servir a Valencia con dignidad y eficacia.
En 1755, y tras obtener poderes de 38 abogados valencianos que le facultaron para solicitar el permiso a S.M el Rey Fernando VI, Berní i Català inició, con una constancia y un tesón admirables, la tarea de aunar la voluntad de sus compañeros para constituir el Colegio. Para ello, convocó una junta histórica en la que se llamó, no solo a los 38 letrados firmantes, sino también a “todos los demás” y que contó con la presencia de Luis de Novela y Spinola, del Consejo de S.M. Dicha junta sirvió para constituir una comisión de letrados -compuesta por Juan Bautista Monseny, Benito Delfi, Teodoro Martí, Antonio Puchaor y Jaime Lloris- a quienes se les encargó redactar unas ordenanzas o estatutos para el gobierno del futuro Colegio. Tarea que nunca finalizaron ya que tres de sus componentes fallecieron poco tiempo después. 
Se volvió así a la idea primitiva de acomodarse a lo dispuesto por el Colegio de Abogados de Madrid en sus estatutos y tras realizar las gestiones oportunas, se volvió a convocar una nueva junta general a la que asistió un pequeño grupo de 30 abogados, entre los que se encontraba lo más representativo de la profesión. De esta segunda reunión salió una nueva Comisión -formada por Teodoro Botella, Tomás Salelles, Juan Bautista Navarro y el propio José Berní i Català- encargados de hacer todas las gestiones necesarias para la creación de un Colegio de Abogados a imitación del que se hallaba en la Corte de la Villa de Madrid. Finalizado este trabajo, a principios de marzo del mismo año, Berní convocó de nuevo junta, la cual se celebró el día 21 de ese mismo mes ante el juez Juan Antonio Losada y el escribano Vicente Almiñana, y durante cuya celebración se suscribió la escritura de creación del Colegio. Debido a las vicisitudes por las que había pasado hasta el momento de la suscripción, se estableció en dicha escritura que el gobierno del nuevo Colegio de Abogados de Valencia debía adoptar las ordenanzas del Colegio de la Corte, quedando así los abogados valencianos constituidos en corporación, únicamente a falta de la incorporación de un Colegio a otro y la aprobación de todo ello por el Supremo Consejo de Castilla. Finalmente, la incorporación por filiación tuvo lugar por Decreto del 14 de diciembre de 1761, previo informe de la Audiencia de Valencia, quedando así fundado oficialmente el Colegio.
Los primeros Estatutos, o Estatutos primitivos, fueron aprobados el 6 de febrero de 1762, año en el cual y por virtud de cuya publicación, comenzó el ICAV su verdadera existencia. En total lo componían 38 estatutos de muy pobre contenido atendiendo principalmente a los privilegios que la profesión merecía. No existían juntas generales, ni local propio del Colegio, celebrándose las reuniones en la propia casa del decano. A pesar de todos los defectos, estos Estatutos estuvieron vigentes 76 años, si bien es cierto que desde su publicación comenzaron a ser corregidos.
En 1838 se promulgó la primera regulación estatal que afectaba por igual a todos los Colegios de Abogados. Los nuevos estatutos de 1838, de cumplimiento para todas las corporaciones del país, simplificaron los requisitos de inscripción: se eliminó cualquier referencia a la genealogía o a la moral de los pretendientes al que se exigía solamente el título de abogado o certificación de pertenecer a otro Colegio. A partir de este momento se desarrollan las instituciones internas del Colegio como las Juntas de Gobierno o las sociedades de socorros mutuos.
Por lo que se refiere a la sede colegial, el primer local propio llegaría en 1858, cuando en la sesión de junta del 29 de abril, se aprobó por primera vez el alquiler de un espacio. La casa resultó ser la número 12 de la calle del Palau, propiedad del Marqués de Valmediado, cuyos dos pisos y planta baja fueron arrendados al Colegio, según escritura del 2 de marzo de 1859, por una duración de cuatro años y un precio de 24 reales diarios. El desarrollo del Colegio en el siglo XX se vio marcado por la adquisición de la que sería la sede del ICAV, ubicada en el Palacio de Justicia de Valencia, acción que fue promovida por el decano José Barberá Falcó, quien estuvo doce años en el cargo. Este sería el Colegio desde ese momento y durante varias décadas, hasta que fue ocupada por el Consejo Valenciano de Colegios de Abogados (CVCA).

## Biblioteca
Fundada en 1847, cuenta con el mayor fondo jurídico e histórico de España. Actualmente se ha adaptado a los nuevos tiempos, disponiendo de la mejor tecnología y poniendo a disposición de los usuarios un importante catálogo bibliográfico con más de 28.000 volúmenes

## Decano/-as
| Nombre                              | Nombre | Mandato          | Notas                                                |
| ----------------------------------- | ------ | ---------------- | ---------------------------------------------------- |
| José Soriano Poves                  |        | 2023- Actualidad | En el cargo                                          |
| Auxiliadora Borja Albiol            |        | 2019-2023        |                                                      |
| Rafael Bonmatí Llorens              |        | 2015-2018        |                                                      |
| Mariano Durán Lalaguna              |        | 2011-2014        |                                                      |
| Francisco Real Cuenca               |        | 2007-2010        |                                                      |
| Fernando Alandete Gordó             |        | 2003-2006        |                                                      |
| Luis Miguel Romero Villafranca      |        | 1993-2002        | Reelegido una vez                                    |
| Guzmán Guía Calvo                   |        | 1988-1992        |                                                      |
| Manuel Delgado Peñate               |        | 1978-1987        | Reelegido una vez                                    |
| Enrique Grau Asensi                 |        | 1974-1978        | Reelegido dos veces                                  |
| Miguel Ramón Izquierdo              |        | 1972-1973        | Dejó su mandato tras ser elegido alcalde de Valencia |
| Vicente Pons Franco                 |        | 1968-1972        |                                                      |
| Emilio Attard Alonso                |        | 1963-1967        |                                                      |
| José María Torres Murciano          |        | 1958-1962        |                                                      |
| Eduardo Molero Massa                |        | 1953-1957        |                                                      |
| Eugenio Mata Cornelio               |        | 1946-1953        | Reelegido una vez                                    |
| Eduardo Martínez Sabater            |        | 1939-1946        |                                                      |
| Leopoldo Pelecha Guerrero           |        | 1938-1939        |                                                      |
| José Rodríguez Olazabal             |        | 1936-1938        |                                                      |
| Ernesto Ibañez Rizo                 |        | 1933-1936        |                                                      |
| Evaristo Crespo Azorín              |        | 1931-1933        |                                                      |
| José María Carrau Juan              |        | 1921-1930        |                                                      |
| José Barberá Falcó                  |        | 1909-1921        | Elegido dos veces                                    |
| Vicente Dualde Furio                |        | 1902-1909        |                                                      |
| Juan Reig García                    |        | 1894-1899        |                                                      |
| Antonio Rodríguez de Cepeda         |        | 1893-1894        | Elegido dos veces                                    |
| José Barberá Falcó                  |        | 1892-1893        | Elegido dos veces                                    |
| Antonio Rodríguez de Cepeda         |        | 1889-1892        | Elegido dos veces                                    |
| Vicente Gadea Orozco                |        | 1886-1889        |                                                      |
| Trinitario Ruíz Capdepon            |        | 1885-1886        |                                                      |
| Estanislao García Monfort           |        | 1884-1885        |                                                      |
| Eduardo Attard Llobel               |        | 1883-1884        |                                                      |
| Fernando Reig García                |        | 1882-1883        |                                                      |
| Cristóbal Pascual Genis             |        | 1881-1882        | Elegido dos veces                                    |
| Antonio Rafael de Mesa Alba         |        | 1880-1881        |                                                      |
| Cristóbal Pascual Genis             |        | 1879-1780        | Elegido dos veces                                    |
| Cirilo Amorós y Pastor              |        | 1876-1877        |                                                      |
| Juan Reig García                    |        | 1874-1876        |                                                      |
| Francisco Brotons Vives             |        | 1873-1874        |                                                      |
| Simón Cirugeda Gran                 |        | 1871-1873        | Elegido dos veces                                    |
| Cristóbal Pascual y Genís           |        | 1870-1871        |                                                      |
| Antonio Rodríguez de Cepeda         |        | 1868-1869        | Elegido dos veces                                    |
| Carmelo Miquel Peiro                |        | 1866-1866        |                                                      |
| Felix Gómez Lacasa                  |        | 1865-1865        |                                                      |
| Simón Cirugeda Gran                 |        | 1863-1863        | Elegido dos veces                                    |
| Francisco Galán Sancho              |        | 1862-1862        |                                                      |
| Vicente Tormo Juan                  |        | 1861-1861        |                                                      |
| Jaime Sales Gomis                   |        | 1860-1860        |                                                      |
| Antonio Rodríguez Cepeda            |        | 1859-1859        | Elegido dos veces                                    |
| Simón Cirugeda Gran                 |        | 1858-1858        |                                                      |
| Francisco Palau Ferra               |        | 1857-1857        |                                                      |
| Miguel Jerónimo Amat Peiro          |        | 1856-1856        |                                                      |
| Simón Cirugeda Gran                 |        | 1855-1855        |                                                      |
| Rafael Monares Cebrián              |        | 1854-1854        | Reelegido una vez                                    |
| Rafael Monares Cebrián              |        | 1853-1853        | Elegido dos veces                                    |
| José Beltrán Pérez                  |        | 1852-1852        |                                                      |
| Vicente Tormo Juan                  |        | 1851-1851        |                                                      |
| Francisco Galán Sancho              |        | 1850-1850        |                                                      |
| Manuel Benedito Calzada             |        | 1849-1849        |                                                      |
| Rafael Monares Cebrián              |        | 1848-1848        | Elegido dos veces                                    |
| Francisco Galán Sancho              |        | 1847-1847        |                                                      |
| Juan Facundo María Martínez Sánchez |        | 1846-1846        |                                                      |
| Francisco Palau Ferra               |        | 1842-1842        |                                                      |
| Vicente Tadeo Micó Castelló         |        | 1841-1841        |                                                      |
| Joaquín Font Ferriz                 |        | 1840-1840        | Reelegido una vez                                    |
| Joaquín Font Ferriz                 |        | 1839-1839        | Elegido tres veces                                   |
| Francisco Sanjuan Mañes             |        | 1837-1838        |                                                      |
| Francisco Moltó Miralles            |        | 1836-1837        |                                                      |
| Manuel Pardo                        |        | 1835-1836        |                                                      |
| Francisco Faldero                   |        | 1834-1835        |                                                      |
| Joaquín Font Ferriz                 |        | 1834-1834        | Elegido tres veces                                   |
| Vicente Valor Seguer                |        | 1832-1833        |                                                      |
| Vicente Iranzo Español              |        | 1831-1832        |                                                      |
| Ramón Gilabert Gargallo             |        | 1829-1830        |                                                      |
| Joaquín Font Ferriz                 |        | 1829-1829        | Elegido tres veces                                   |
| Vicente Ferrando Segura             |        | 1827-1828        |                                                      |
| Esteban Corones Alberola            |        | 1826-1827        |                                                      |
| Juan Bautista Sala Giner            |        | 1825-1826        |                                                      |
| Vicente Ferrando Segura             |        | 1823-1824        |                                                      |
| Francisco Calvo Marco               |        | 1822-1823        |                                                      |
| Victoriano Morera de La Vall        |        | 1821-1822        |                                                      |
| Vicente Martínez Bonet              |        | 1820-1821        | Elegido dos veces                                    |
| Pablo Font Delgado                  |        | 1819-1820        |                                                      |
| José Antonio Sombiela Mestre        |        | 1818-1819        | Elegido dos veces                                    |
| Vicente Ferrando Segura             |        | 1816-1817        |                                                      |
| Adriano Cerda Richart               |        | 1815-1816        |                                                      |
| Vicente Ximenez                     |        | 1813-1814        |                                                      |
| Vicente Martínez Bonet              |        | 1812-1813        | Elegido dos veces                                    |
| José Antonio Sombiela Mestre        |        | 1810-1811        | Elegido dos veces                                    |
| Manuel Pro de Bayona Pavia          |        | 1809-1810        | Elegido dos veces                                    |
| Alfonso Cabrera Gonzalez            |        | 1808-1809        |                                                      |
| Andrés Feliciano Blat Pascual       |        | 1807-1808        |                                                      |
| Pedro Cebolla Fita                  |        | 1806-1807        |                                                      |
| José Soriano Nieto                  |        | 1805-1806        | Elegido dos veces                                    |
| José Martínez                       |        | 1804-1805        |                                                      |
| Pedro Sacristán Sarrió              |        | 1803-1804        |                                                      |
| Joaquín Asensi Mira                 |        | 1802-1803        |                                                      |
| José Pinazo Gómez                   |        | 1801-1802        |                                                      |
| José Soriano Nieto                  |        | 1800-1801        | Elegido dos veces                                    |
| Vicente Morata Gascó                |        | 1799-1800        |                                                      |
| Manuel Pro de Bayona Pravia         |        | 1798-1799        | Elegido dos veces                                    |
| Vicente Alfonso Martínez            |        | 1796-1797        |                                                      |
| Juan Bautista Adell Puig            |        | 1795-1796        |                                                      |
| Joaquín Mariano Boil Barco          |        | 1794-1795        |                                                      |
| Juan Andrés Ibañez Morant           |        | 1793-1794        |                                                      |
| Juan Bautista Marau                 |        | 1792-1793        | Elegido dos veces                                    |
| Vicente de Alagon                   |        | 1791-1792        |                                                      |
| Joaquín Aparici Bas                 |        | 1790-1791        |                                                      |
| Francisco Bruno Sebastián           |        | 1789-1790        |                                                      |
| Juan Bautista Calabuig Aparici      |        | 1788-1789        |                                                      |
| Cipriano Mañez                      |        | 1787-1788        |                                                      |
| Juan Bautista Marau                 |        | 1786-1787        | Elegido dos veces                                    |
| Francisco Nadal                     |        | 1786-1786        | Elegido tres veces                                   |
| Francisco Valero                    |        | 1784-1785        |                                                      |
| Cristóbal Tarazona                  |        | 1783-1784        | Elegido dos veces                                    |
| Joaquín Aparici Bas                 |        | 1782-1783        |                                                      |
| Vicente Branchat                    |        | 1781-1782        |                                                      |
| José María Alemany                  |        | 1780-1781        |                                                      |
| José Villarroya                     |        | 1778-1779        |                                                      |
| Tomás Salelles                      |        | 1777-1778        |                                                      |
| Francisco Nadal                     |        | 1776-1777        | Elegido tres veces                                   |
| José Ignacio Alfonso                |        | 1775-1776        |                                                      |
| José Cases                          |        | 1774-1775        |                                                      |
| Cristóbal Tarazona                  |        | 1773-1774        | Elegido dos veces                                    |
| Pedro Salvador                      |        | 1772-1773        |                                                      |
| Juan Bautista Ferrando              |        | 1771-1772        |                                                      |
| Francisco José Navarro Irlan        |        | 1770-1771        |                                                      |
| Vicente Ferrer Peralta              |        | 1769-1770        |                                                      |
| Francisco Nadal                     |        | 1768-1769        | Elegido tres veces                                   |
| José Ignacio Alfonso                |        | 1767-1768        |                                                      |
| Vicente Rius                        |        | 1766-1767        |                                                      |
| Pedro Abaas                         |        | 1765-1766        |                                                      |
| Pedro Vicente Traver                |        | 1764-1765        |                                                      |
| Francisco Jerónimo Saboya           |        | 1763-1764        |                                                      |
| Juan Bautista Monseny               |        | 1759-1763        |                                                      |

## Fundación D. Eduardo Calabuig- ICAV de la Comunidad Valenciana
La Fundación D. Eduardo Calabuig- ICAV ensalza el espíritu solidario de la abogacía, y su objetivo principal es prestar ayuda a los miembros del Colegio, así como a sus familiares directos, en aquellas situaciones personales y/o familiares que supongan o puedan suponer riesgo de exclusión social o discriminación.

## Real Academia Valenciana de Jurisprudencia y Legislación (RAVJL)
Incluso antes de la creación del Colegio, ya existieron varias academias ligadas al ICAV, con el objetivo de ayudar a los estudiantes y recién licenciados en leyes a desenvolverse ante los Tribunales de Justicia. Una de ellas, la Real Academia de Práctica Forense de María Cristina, del año 1833. Es en 1943, cuando nace la Real Academia Valenciana de Jurisprudencia y Legislación (RAVJL), el nombre con el que se conoce en la actualidad a la Academia que tiene como fines, “la investigación y la práctica del Derecho y de las ciencias afines, debiendo contribuir a las reformas y progresos de la legislación española y en especial de la Comunidad Autónoma Valenciana”, según rezan sus Estatutos. 